# 予混合圧縮着火
予混合圧縮着火（よこんごうあっしゅくちゃっか、英: Homogeneous Charge Compression Ignition、略称: HCCI）は、燃料（主にガソリン）と酸化剤（一般的に空気）の混合気が圧縮されることで自然発火を生じる、内燃機関における燃焼方式の一形態である。

## 概要
ガソリンエンジンは、ガソリンと酸化剤（空気）の混合気に火花放電により点火することで燃焼を発生させる。一方、ディーゼルエンジンは圧縮した酸化剤（空気）に燃料（軽油）を噴射することで自然発火させて燃焼を発生させる。HCCIはこの両方の特性を兼ね備えた燃焼方式、すなわち、混合気を圧縮させて自然発火させることで火花放電を用いることなく燃焼を発生させる方式である。通常のガソリンエンジンの燃焼に比べ、低温燃焼形態をとるため、窒素酸化物 (NOx) がほとんど発生せず、また、内燃機関最大の熱効率ポテンシャルを有するため、大幅な二酸化炭素 (CO2) 削減効果も見込める。
これを実現させるには、混合気に火花放電させるときよりもさらに高い圧縮を与え、密度と温度を上昇させる必要がある。また、混合気の燃料と酸化剤の比率（空燃比）を調整する必要がある。しかし、これの実現に当たっては様々な課題があることが知られている（後述）。
最近の研究では、異なる反応性（ガソリンやディーゼルなど）を組み合わせたハイブリッド燃料がHCCIの着火率と燃焼率の制御に役立つ可能性が示されている。反応度制御圧縮着火（RCCI）は広い負荷および速度範囲で、高効率かつ低排出ガスの運転が可能であることが実証されている。

## 課題
一般に、ディーゼルエンジンが低燃費かつ高トルクが実現できるのは、ディーゼルエンジンが圧縮着火機関（空気を高圧縮し燃料である軽油を噴射させることで自然発火させる）のため熱効率に優れている点にあるが、これをガソリンエンジンに応用した予混合圧縮着火を行った場合、ガソリンエンジンは軽油より発火点が高いガソリンを燃料としており、かつ空気とガソリンの混合気を圧縮させる構造のため圧縮着火の制御が難しく、圧縮比を14より上げると自然着火をコントロールできずにノッキングを起こしやすくなり、また、空燃比で14:1より希薄化すると不完全燃焼を起こして出力が下がるだけではなく、窒素酸化物 (NOx) の生成量が増えるという難点がある。このため、これまで世界中の自動車メーカーが取り組んできたが、決定的な解決策が見つかっていない。
フォーミュラ1カー（F1カー）では、2014年より使われているパワーユニットのエンジン（ICE）部分（1.6 L V型6気筒ターボ）において使用されている。ただしF1のレギュレーションでは「燃焼室内の着火は点火プラグによって行う」ことが定められているため、実際にはHCCIとプラグによる点火を組み合わせた「セミHCCI」の形がとられている。

## 歴史
HCCIは、火花着火やディーゼル着火のように広く普及していないものの、長い歴史を持つエンジンである。基本的にはオットー燃焼サイクルである。HCCIは、電子制御の火花着火が使われる前から普及していた。例えば、焼玉エンジンは、高温の気化室を使って燃料と空気を混ぜ合わせる。これは、高温の気化室を利用して燃料と空気を混合し、その熱と圧縮によって燃焼させるものである。また、航空機用 "ディーゼル" エンジンもその一例である。

## プロトタイプ
2017年現在、HCCIエンジンは商業規模では生産されていない。しかしながら、複数の自動車製造会社が機能するHCCIプロトタイプを開発した。
1994年のホンダ・EXP-2バイクは「AR（Activated Radical）燃焼」を使用した。これは、排気バルブを使ってHCCIモードを模した2ストロークエンジンを搭載していた。ホンダはCRM250ARを販売した。
2007 - 2009年、ゼネラルモーターズは、オペル・ベクトラとサターン・オーラに搭載された改良型2.2 LGM・エコテックエンジンでHCCIの実証実験を行った。このエンジンは、60マイル毎時 (97 km/h)以下の速度や巡航時にはHCCIモードで動作し、スロットルを開くと従来の火花点火（SI）に切り替わる。燃費は43マイル毎英ガロン (6.6 L/100km; 36 mpg‑US)、二酸化炭素排出量は約150 g/kmと、従来の2.2 L直噴版の37マイル毎英ガロン (7.6 L/100km; 31 mpg‑US)、180 g/kmよりも向上している。GMは、HCCIを応用した小型Family 0エンジンも研究している。GMは、直噴の成層充填式ガソリンエンジンや、高速燃焼の均一充填式ガソリンエンジンの開発にKIVAを使用している。
メルセデス・ベンツのディゾット（DiesOtto）エンジン（Combined Combustion SystemまたはCombined Combustion Enginesとも）は、メルセデス・ベンツ特有の呼称で、均一予混合圧縮着火を行うエンジンである。
ダイムラーAGのテストエンジンの技術仕様:
- 排気量 : 約1800 cm3
- 出力: 約175 kW（238馬力）
- トルク: 約400 N⋅m
- 燃費: 約5.3 L/100 km（スーパープラス）

ディゾットエンジンは、2007年にメルセデス・ベンツ・F700テストカーで初めて実証された。
フォルクスワーゲンは、2種類のHCCI用エンジンを開発している。1つ目は、CCS（Combined Combustion System）と呼ばれるもので、VWグループの2.0リットルディーゼルエンジンを基にしているが、均一吸気口チャージを使用している。最大限の効果を得るためには合成燃料を必要とする。もう1つは、GCI（Gasoline Compression Ignition）と呼ばれるもので、巡航時にはHCCI、加速時には火花点火を使用する。どちらのエンジンもトゥーランのプロトタイプで実証されている。
2011年11月、現代自動車はデルファイ・オートモーティブ社と共同で、GDCI（Gasoline Direct Injection Compression Ignition）エンジンの開発を発表した。 このエンジンは、点火プラグを完全に排除し、代わりにスーパーチャージャーとターボチャージャーを併用してシリンダー内の圧力を維持する。このエンジンは近い将来、商業生産される予定である。
2005年10月、ウォール・ストリート・ジャーナル紙は、ホンダが次世代ハイブリッドカーの生産の一環としてHCCIエンジンを開発していると報じた。
英国のクリーンテクノロジー企業であるOxy-Gen Combustion社は、ミシュランとシェルの協力を得て、フルロードHCCIのコンセプトエンジンを製作した。
マツダの「スカイアクティブ-G ジェネレーション2」は、HCCI燃焼を可能にするために圧縮比を18:1としている]。 2017年8月、「エンジン技術の大きなブレークスルー」として、「SKYACTIV-X」と呼ばれるエンジンモデルがマツダから発表されている。
マツダはヴァンケルエンジンでHCCIの研究を行っている。